# Maria Rydzewska
Maria Rydzewska – polska pianistka, kameralistka, profesor Akademii Muzycznej w Krakowie. 

## Życiorys
Jest absolwentką Państwowej Wyższej Szkoły Muzycznej w Krakowie w klasie fortepianu prof. Ludwika Stefańskiego (1968). Od 1968 była związana z tą uczelnią jako pedagog. W latach 2003–2008 pełniła funkcję dziekana Wydziału Wokalno-Aktorskiego. W 2008 została laureatką prestiżowej nagrody prof. Ruth i Raya Robinsonów „Excellence in Teaching”. Była wielokrotnie nagradzana na konkursach za najlepszy akompaniament. Koncertowała jako kameralistka z wybitnymi artystami, m.in. Kają Danczowską, Andrzejem Dobberem, Wiesławem Kwaśnym, Elżbietą Szmytką i Elżbietą Towarnicką. Dokonała wielu archiwalnych nagrań.